# Louis Letsch

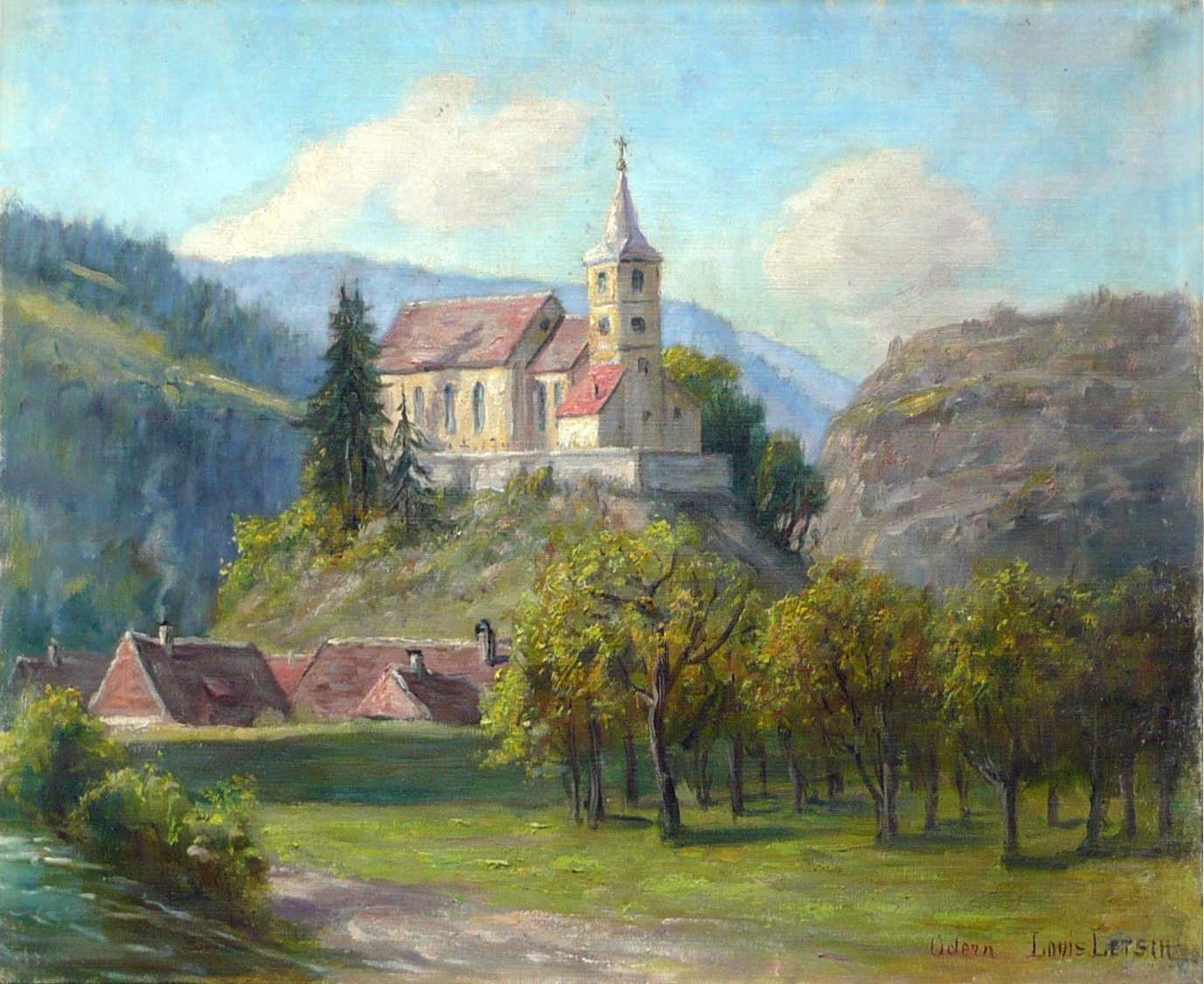
Die Kirche in Oderen
(Département Haut-Rhin)

Louis Letsch, eigentlich Ludwig Andreas Letsch (* 19. August 1856 in Wolfurt, Vorarlberg; † 27. November 1940 in Straßburg) war ein in Frankreich tätiger österreichischer Maler.
Er studierte Malerei bei Gebhard Flatz in Bregenz, ab 1878 wurde er in Paris Schüler des Historien- und Genremalers Tony Robert-Fleury und der École academique de Paris. Ab 1889 wohnte er in Mülhausen im Elsass, wo er die Künstlergruppe Palette gründete, ab 1920 lebte er in Straßburg. Louis Letsch war als Landschafts-, Stillleben- und Blumenmaler tätig, bekannt ist er aber vor allem durch seine Blumenstillleben.